# Nikitskoje (obwód biełgorodzki)
Nikitskoje (ros. Никитское) – wieś w Rosji, w obwodzie biełgorodzkim, w rejonie borisowskim. W 2010 liczyła 142 mieszkańców.